# Настроение (телепередача)
«Настроение» — утренняя информационно-развлекательная телепрограмма телеканала «ТВ Центр». Впервые вышла в эфир 2 февраля 1998 года. Концепция, форма и общее содержание программы менялись несколько раз. В настоящее время имеет формат информационного и развлекательно-познавательного канала.
Хотите каждое утро получать мощный заряд позитива? Включайте "Настроение"! С понедельника по пятницу передача помогает проснуться и встретить новый день во всеоружии! В эфире самые полезные советы, которые действительно работают: как облегчить свой быт, где искать качественные продукты, кому жаловаться, если нарушили ваши права, куда сходить в выходные. Медицинские рекомендации на все случаи жизни. Самый точный гороскоп и прогноз погоды для всей территории России. Новости и факты из жизни звёзд, секреты кино, хит-парад смешных проделок животных, тайны фэншуй и это далеко не всё.
С 1998 по 2003 года программа снималась в 3-й студии и в телецентре «Останкино» (АСК-1), с 2003 года настоящее время располагается в киностудии «Мосфильм».

## О программе
Каждый будний день — настроение неизменно хорошее, а «меню» — разнообразное:
- Понедельник с Юрием Новиковым: политические, экономические и астрологические прогнозы на неделю, постоянные гости — мастера «золотые руки», а зрители поют в прямом эфире под аккомпанемент ведущего.
- Вторник с Анной Нурпейсовой: бодрящий комплекс упражнений «Русская гимнастика», проект «Измени себя», постоянные гости — косметологи, дизайнеры, модельеры. Для зрителей — викторина.
- Среда с Михаилом Сафроновым: «фирменное» блюдо — «Кулинар и я» — завтрак на скорую руку с поваром Ильёй Якушиным. В гостях — известные рок-музыканты. Для зрителей — викторина.
- Четверг с Дмитрием Желобковым: встреча с людьми необычных профессий. В гостях — известные спортсмены и тренеры. Для зрителей — разговор в прямом эфире на заданную тему.
- Пятница с Дарьей Майоровой: «горячие линии», «круглые столы», а также ток-шоу на актуальные темы, уроки этикета и утреннее «кроссворд-шоу» для зрителей.

Кроме того, каждый день, с понедельника по пятницу известные артисты, режиссёры, писатели и звёзды эстрады помогают создать хорошее настроение зрителям нашего канала.
Ваше хорошее настроение с утра — наша работа круглосуточно.

## Ведущие

### Текущие
- Мансур Гилязитдинов
- Александра Глотова (с 2014 года)
- Роман Демченко
- Олеся Коваль (с 2022 года)
- Ирина Сашина (с 2013 года)
- Валерий Таран (с 2012 года)

### Бывшие
- Александр Серебренников
- Ольга Новикова
- Дмитрий Желобков (2003)
- Дарья Майорова (2003)
- Олеся Орешёнкова (2006)
- Юрий Новиков (2003)
- Анна Нурпейсова (2003)
- Михаил Сафронов (2003)
- Светлана Зейналова (2008—2011)
- Алёна Кулешова (Горенко) (2010—2015)